# رافاييل تشميتز
رافاييل تشميتز (بالبرتغالية: Rafael Schmitz‏) (مواليد 17 ديسمبر 1980 في بلوميناو - البرازيل) لاعب كرة قدم برازيلي يلعب حاليا لصالح نادي الدرجة الأولى فالينسيان الفرنسي منذ 2008 في مركز قلب الدفاع . .

## روابط خارجية
- رافاييل تشميتز على موقع قاعدة بيانات كرة القدم.إي يو (الإنجليزية)
- رافاييل تشميتز على موقع ليكيب (الفرنسية)
- رافاييل تشميتز على موقع Soccerbase.com (لاعب) (الإنجليزية)
- رافاييل تشميتز على موقع Soccerway.com (الإنجليزية)
- رافاييل تشميتز على موقع عالم كرة القدم.نت (الإنجليزية)
- رافاييل تشميتز على موقع كووورة